# Межконтинентальный заплыв через Босфор
Межконтинентальный заплыв через Босфор (тур. Boğaziçi Kıtalararası Yüzme Yarışı) — ежегодное соревнование по плаванию на открытой воде между Европой и Азией, проводимое на Босфоре (Стамбул, Турция). Это мероприятие, впервые проведённое в 1989 году, организуется Олимпийским комитетом Турции и спонсируется компанией Samsung.

## История
Межконтинентальный заплыв через Босфор впервые прошёл 23 июля 1989 года, в нём приняли участие 64 мужчины и 4 женщины. В следующем году старт заплыва был перенесён из района Чубуклу в Канлыджу, тем самым его дистанция увеличилась до 6,5 км. В 1992 году соревнование, когда в нём приняло участие 22 пловца из Чехословакии и два из США, стало международным. В 2006 году были установлены рекорды на этом маршруте: среди мужчин это сделал турецкий пловец Алишан Алашлы с результатом 39:07.11, а среди женщин — турчанка Берен Кайрак с результатом 40:50.35. С 2010 года каждый финишировавший пловец получает сертификат «Межконтинентального пловца».

## Известные участники
Множество известных пловцов со всего мира принимали участие в этом заплыве . В 2012 году американский пловец Марк Спитц, 9-кратный олимпийский чемпион и бывший рекордсмен мира в семи дисциплинах, был гостем соревнования и выступил с шоу-программой. В 2013 году в соревновании участвовал золотой призёр Олимпийских игр в Австралии Иан Торп.
Турчанка Фатма Назан Гёген не пропускает ни одного заплыва, начиная с самого первого. Турок Левент Аксют стал самым возрастным пловцом, принявшим участие в мероприятии в возрасте 85 лет. Местный пловец Хасан Эскиоглу является рекордсменом по количеству побед в соревновании — 10, из которых семь были подряд.

## Участие
В последние годы в заплыве принимают участие более 2000 спортсменов, в том числе более 500 женщин, половина из которых иностранки, из более чем 50 стран. По состоянию на 2019 год количество иностранных пловцов было ограничено числом 1200, при этом от одной страны могут быть допущено не более 350 спортсменов. Растущая популярность заплыва, особенно в России и Украине, привела к огромному ажиотажу на квоты, при этом международная квота была заполнена менее чем за час после начала регистрации в январе 2019 года. Проводятся соревнования в 12 возрастных категориях отдельно среди мужчин и женщин. Организаторы не отменяли соревнования и в тяжелые времена, например, во время Турецкого военного путча и в пандемию COVID-19.

## Маршрут
Старт заплыва расположен у пристани в районе Канлыджа, к северу от моста Султана Мехмеда Фатиха, в азиатской части Стамбула. Маршрут следует в южном направлении и заканчивается в парке Джемиля Топузлу в районе Куручешме, к северу от моста Мучеников 15 Июля, в европейской части города. Таким образом, участники преодолевают дистанцию в направлении преобладающего поверхностного течения Босфора. Пловцам рекомендуется держаться посередине пролива, чтобы избегать обратных течений, которые часто образуются в бухтах вдоль берегов, используя прибрежные ориентиры для навигации и поворачивая к европейскому берегу только после прохождения острова Галатасарай. Те, кто не может достигнуть финиша и может быть унесён течением ниже Босфорского моста, дисквалифицируются и должны забраться в шлюпки спасателей. За несколько дней до заплыва его участникам предлагаются ознакомительные экскурсии на лодке по маршруту с инструктажем на турецком, английском и русском языках.

## Галерея

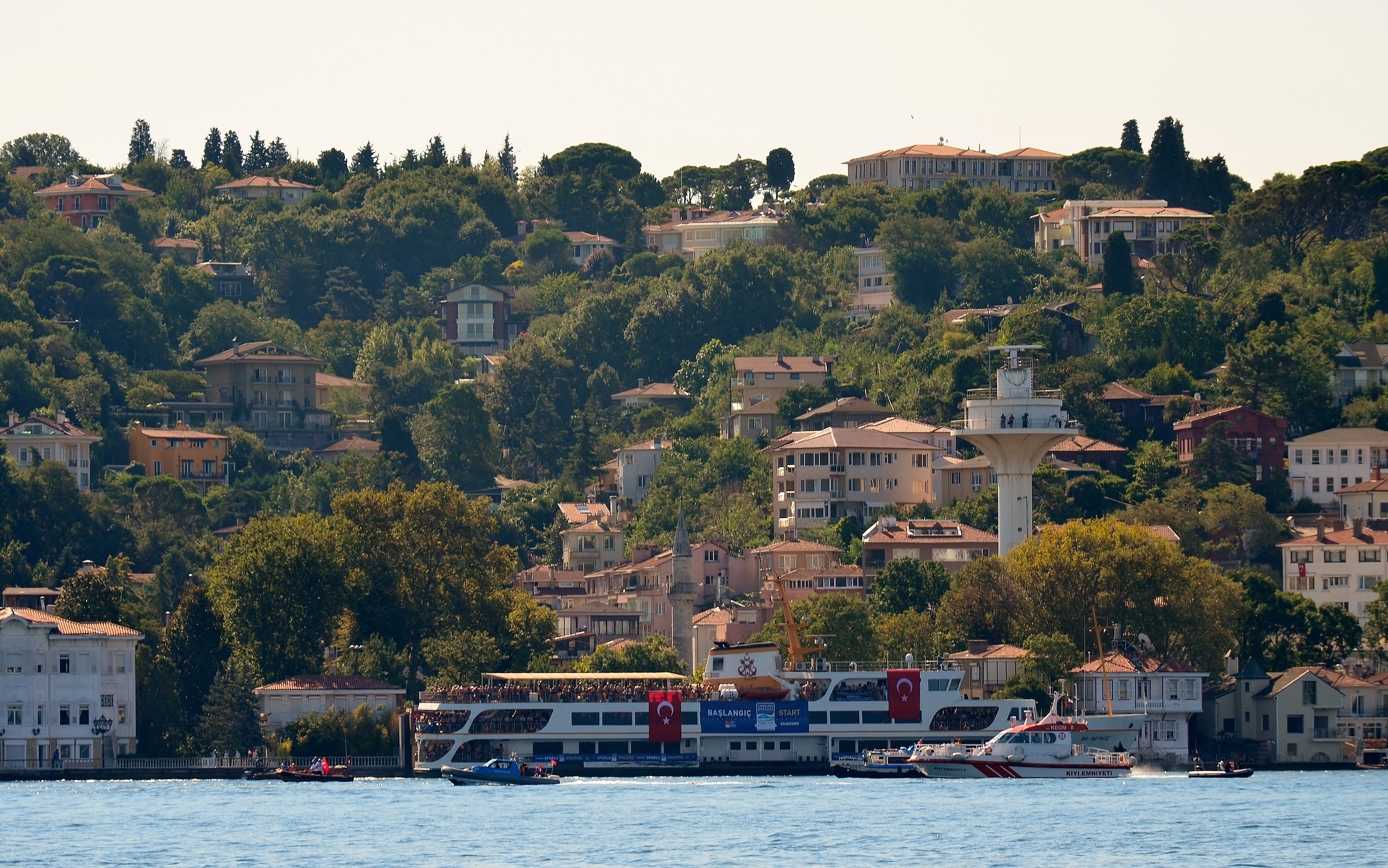
Старт заплыва в 2016 году с пассажирского парома на пристани в Канлыдже
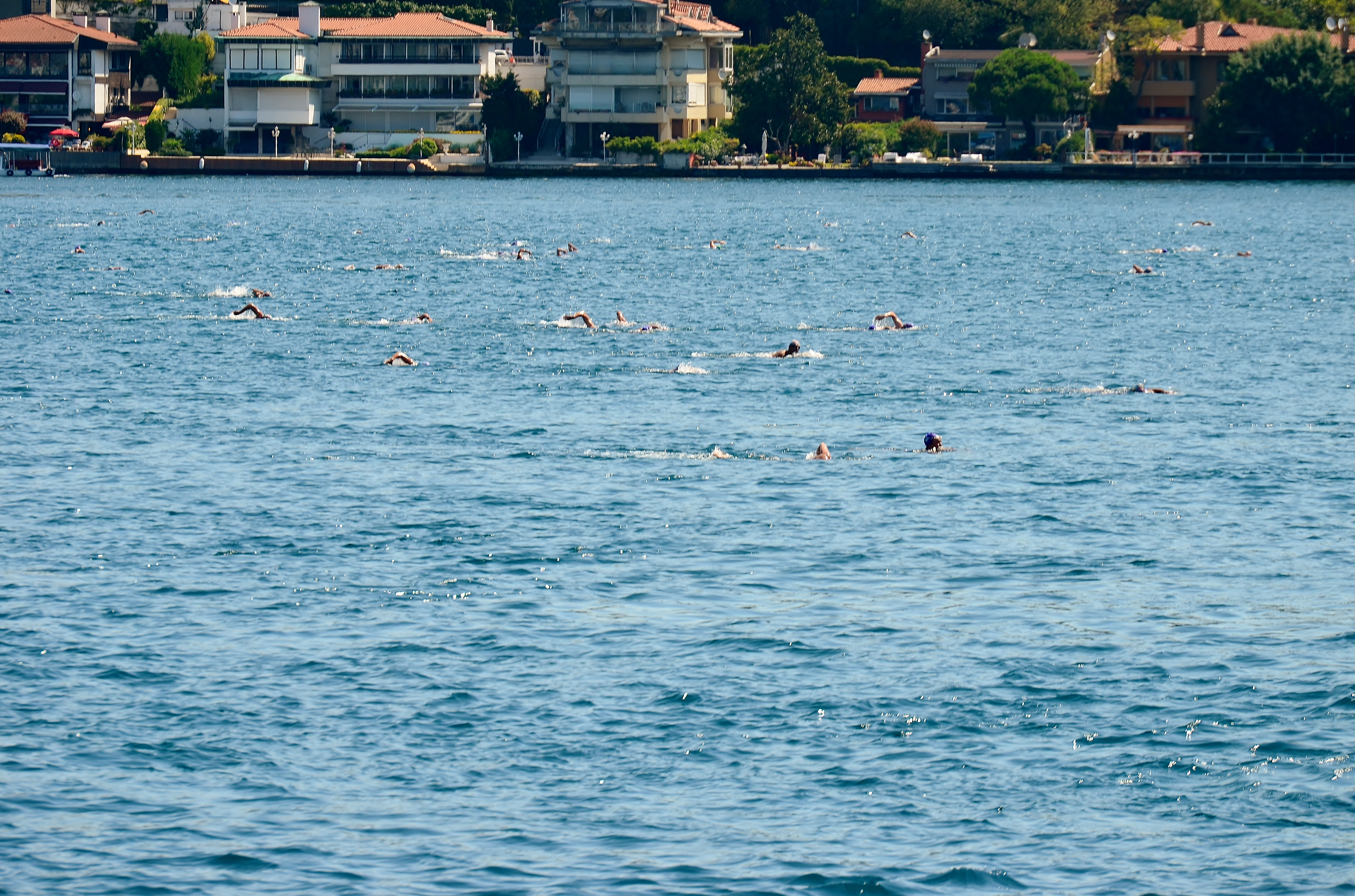
Группа пловцов в 2016 году
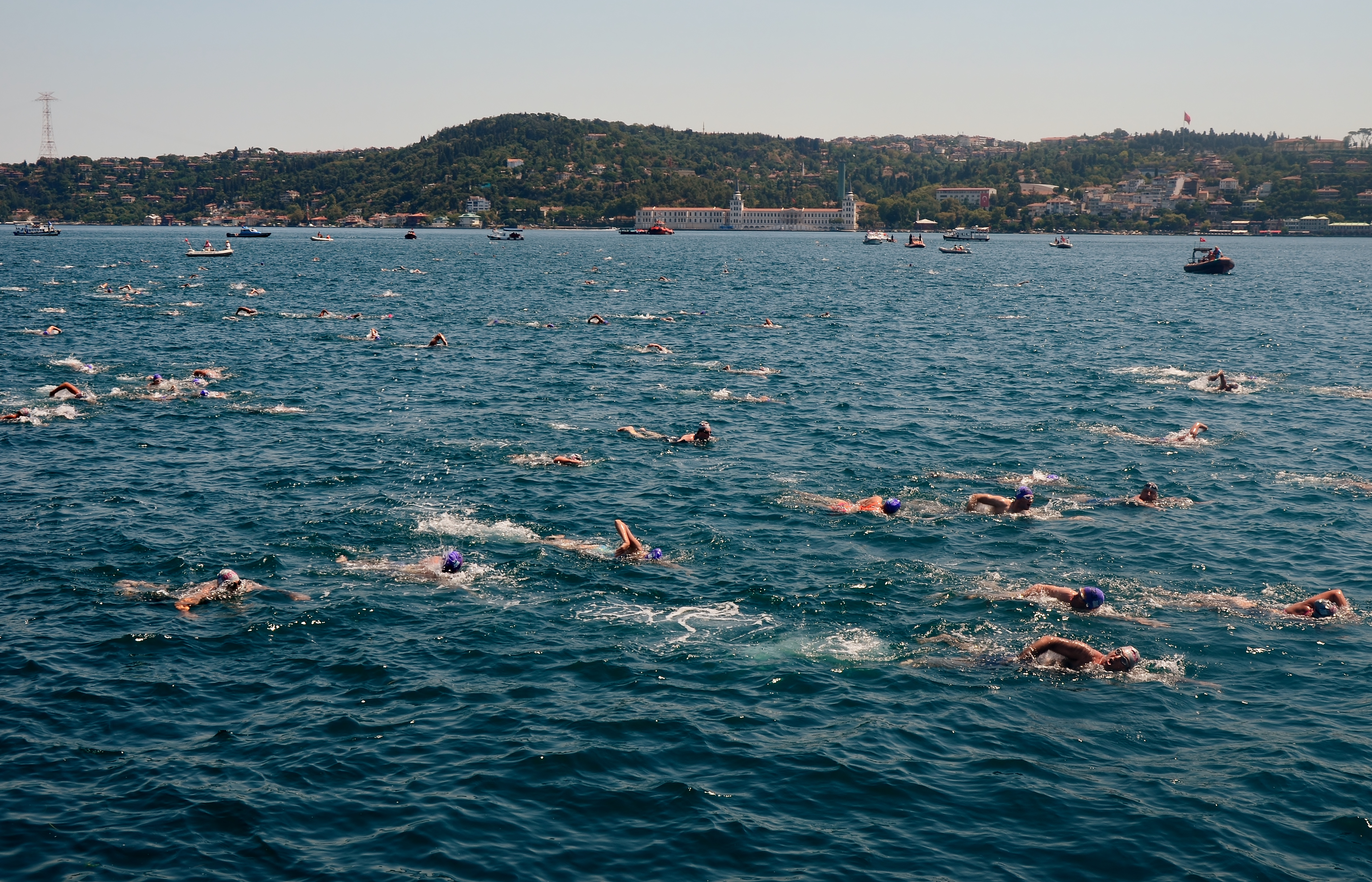
Группа пловцов в 2016 году
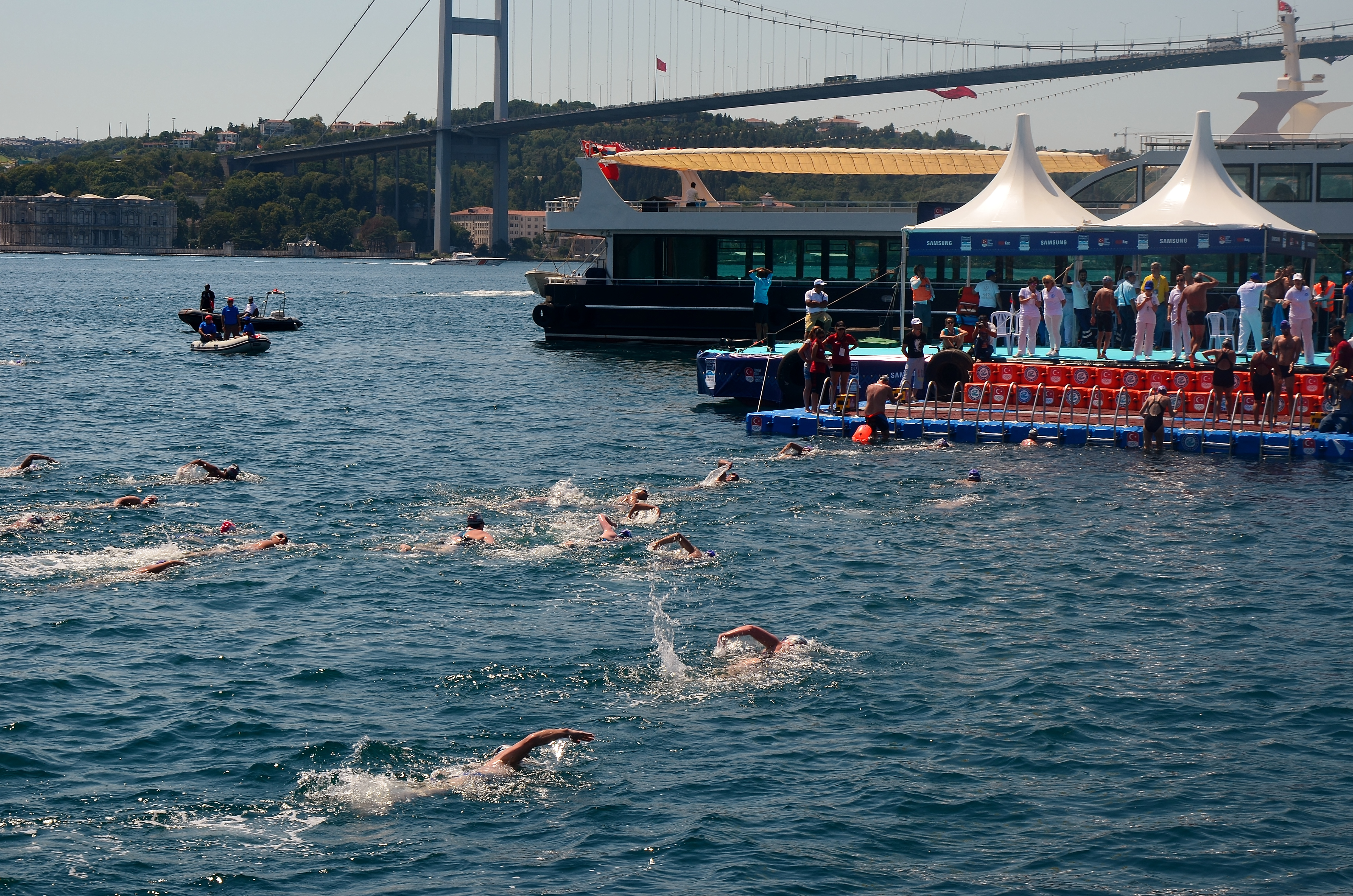
Финиш заплыва 2016 года в Куручешме
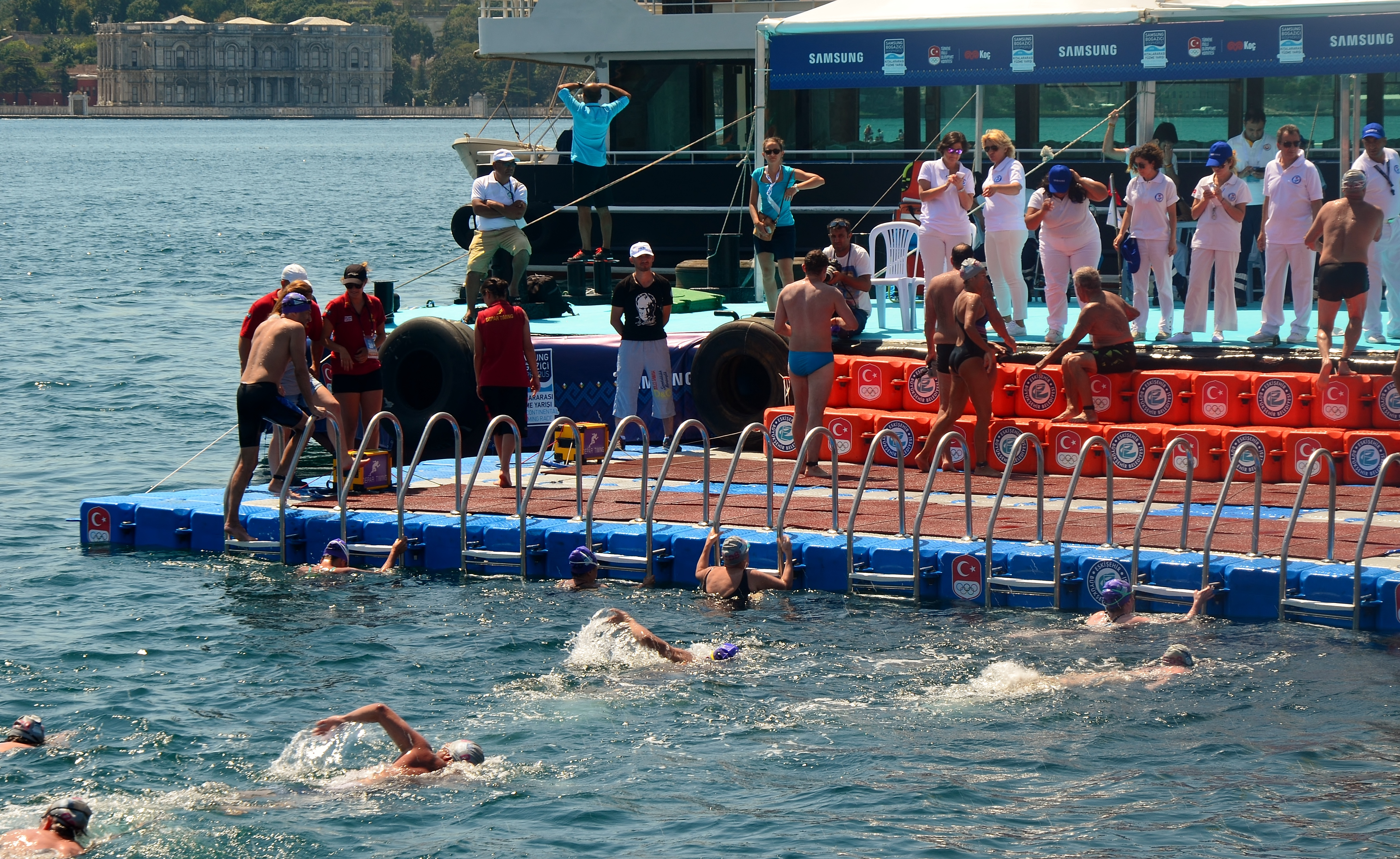
Финиш заплыва 2016 года в Куручешме
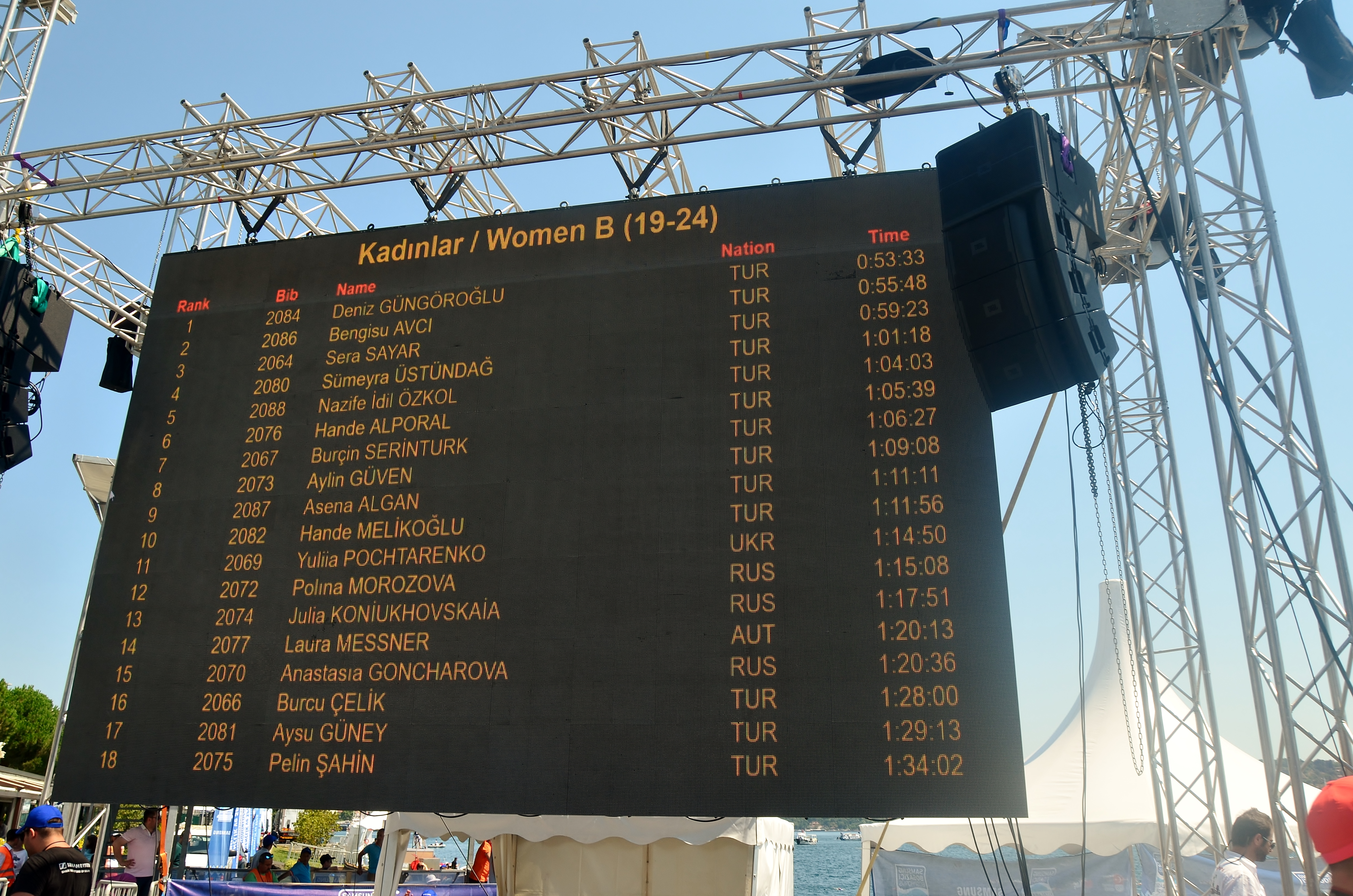
Табло с результатами заплыва 2016 года среди девушек 10-24 лет
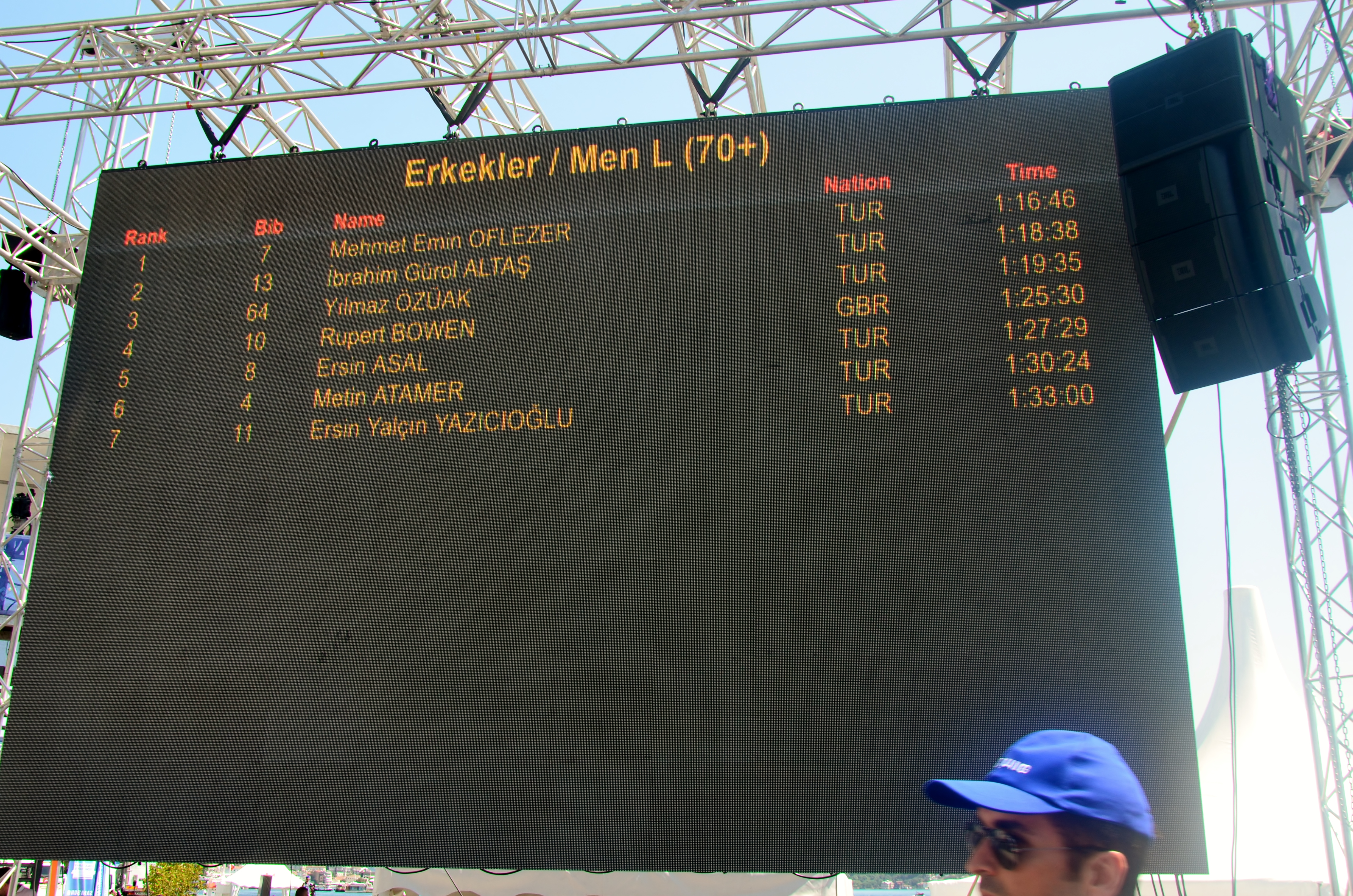
Табло с результатами заплыва 2016 года среди мужчин старше 70 лет
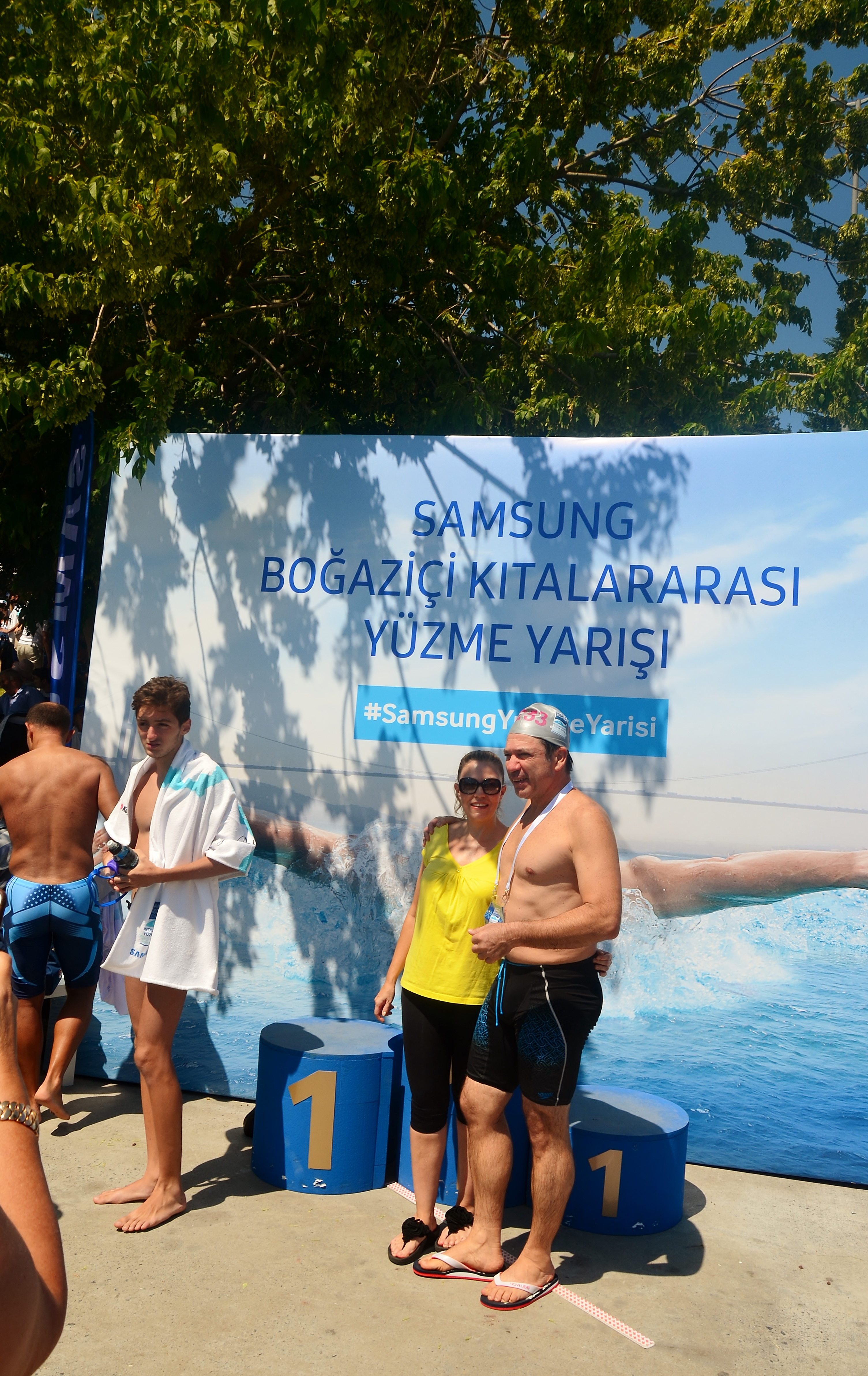
Участник соревнования после финиша в 2016 году
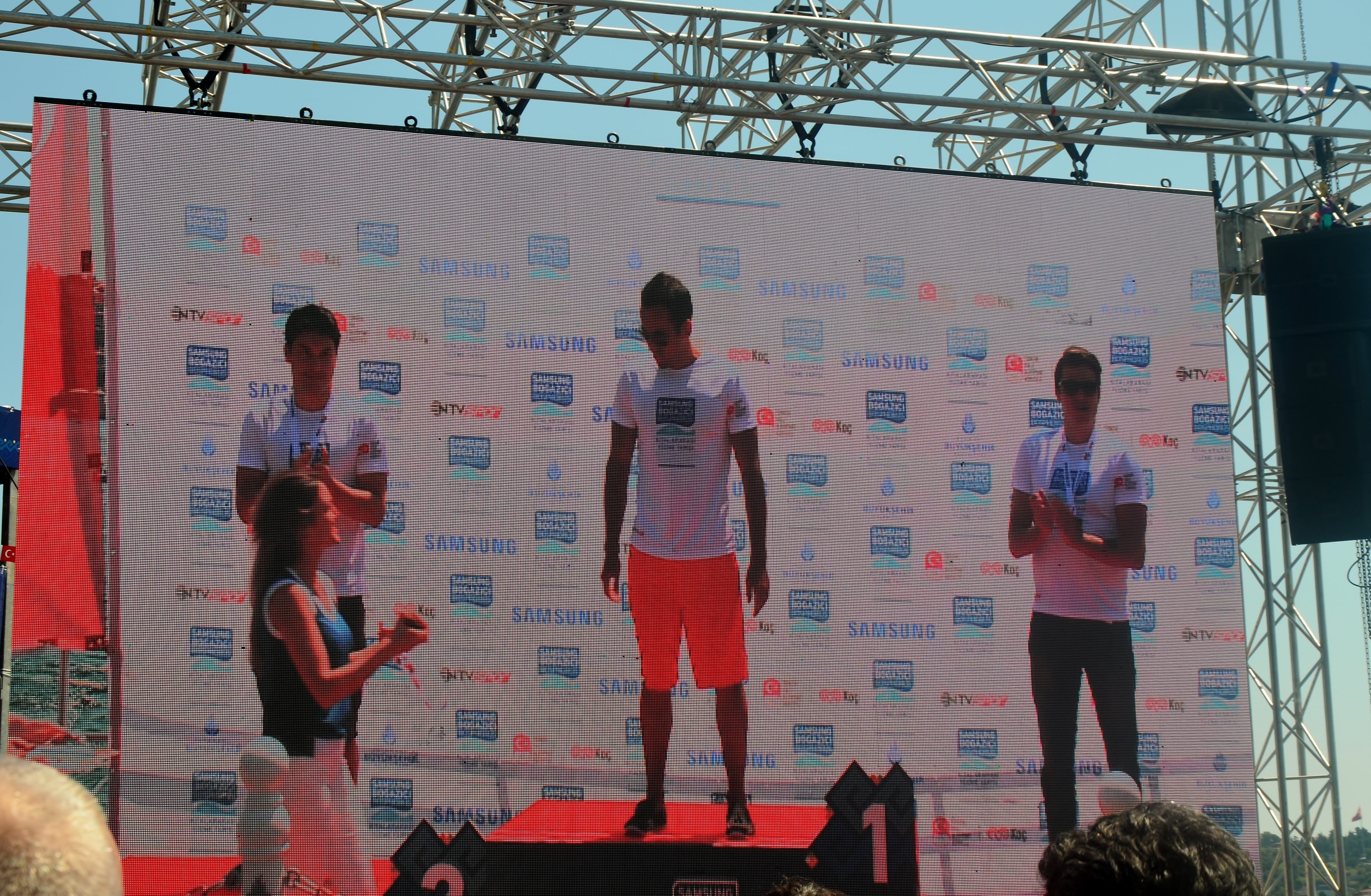
Медалисты заплыва 2016 года на большом экране